# Halberstadt B.II
L'Halberstadt B.II fu un aereo da ricognizione biplano biposto e non armato sviluppato dall'azienda tedesco imperiale Halberstädter Flugzeugwerke GmbH nei tardi anni dieci del XX secolo.
Sviluppo con motorizzazione più potente del precedente B.I venne utilizzato dai reparti di ricognizione aerea della Luftstreitkräfte, la componente aerea del Deutsches Heer (l'esercito imperiale tedesco), durante le fasi iniziali della prima guerra mondiale, venendo in seguito affiancato dall'ulteriore sviluppo B.III.

## Utilizzatori
Germania
- Luftstreitkräfte